# Police helm
Een police helm is een valhelm voor motorrijders die het gezicht, de hals en de oren vrij laat.
In eerste instantie werd dit type helm gebruikt door de Amerikaanse politie, die deze helm niet steeds af hoefde te zetten om een gesprek te voeren. Tegenwoordig wordt de helm veel gebruikt door customrijders. Vroeger ook wel semi-jethelm genoemd.